# Та добра душа
„Та добра душа” је југословенски ТВ филм из 1970. године. Режирао га је Владимир Герић а сценарио је написао Ивица Иванец по делу Луиђи Пирандела.

## Улоге
| Глумац             | Улога |
| ------------------ | ----- |
| Хелена Буљан       |       |
| Илија Џувалековски |       |
| Шпиро Губерина     |       |
| Кораљка Хрс        |       |
| Иво Сердар         |       |